# 加木格尔滩古城址
加木格尔滩古城址，位于中国青海省天峻县快尔玛乡，为第七批青海省文物保护单位，公布日期为2004年5月10日，类型为古遗址。
加木格尔滩古城址的历史年代为南北朝。